# Корвет проєкту 58250
Корвет проєкту 58250 (серія «Володимир Великий») — перспективний багатоцільовий бойовий корабель, розроблений миколаївським державним підприємством «Дослідно-проєктний центр кораблебудування» (ДП «ДПЦК») для потреб Військово-морських сил України. Розробка проєкту була завершена у 2008 році, а будівництво першого корабля почалося у травні 2011 року, спуск на воду спочатку планувався у 2012 році. З того часу строки завершення будівництва неодноразово переносилися, у 2017 озвучено намір здати перший корабель у 2022 році.
Корабель є дещо більшим за корвети, і несе озброєння протиповітряної та протиракетної оборони, протикорабельну та протичовнову зброю, що наближає його за бойовою цінністю до фрегату. Призначений для вирішення задач мирного часу та ведення бойових дій та спеціальних операцій самостійно, у складі корабельних тактичних груп і угрупувань різноманітних сил.

## Історія

### Попередні розробки
Роботи з проєктування розпочалися після прийняття відповідного розпорядження Кабінету міністрів України від 9 серпня 2005 р. № 325-р, тоді було вирішено виділити на ці потреби ₴ 805 млн. Ініціатором програми був тодішній міністр оборони Анатолій Гриценко. Корвет планувався як заміна застарілим кораблям, які Україна успадкувала від ЧФ ВМФ СРСР. Також «корветна програма» мала б відродити занепалу галузь кораблебудування України.
До цього в 2002 році, в КП «ДПЦК» під керівництвом Сергія Кривко в ініціативному порядку для заводу «Ленінська кузня» (Київ) було розроблено проєкт корвета «Гайдук-21», як продовження серії корветів проєкту 1124М «Альбатрос». Цей проєкт свого часу було запропоновано Міністерству оборони України, але після довгих обговорень було відхилено й до 2005 року було підготовлено ТТЗ на створення корабля водотоннажністю в 2000 тонн. Майбутній корабель мав бути сумісним зі стандартами, що використовуються кораблями НАТО.

### Проєктування
В ході розробки проєкту українські конструктори відвідали ключові центри військового кораблебудування в Західній Європі, тож 58250 став результатом узагальнення найкращих здобутків останніх років галузі. Реальне фінансування почалося тільки в другій половині 2007 р. Ескізний проєкт (в семи варіантах) був завершений на початку 2008 року. Він показав, що потрібні ТТХ корабля можна досягти лише за «упаковки» запропонованого озброєння й технічних засобів в 2500 тонн. Реальність створення такого корабля підтвердив технічний проєкт, який було захищено на РНБО в листопаді 2009 року. Головний конструктор проєкту — Сергій Кривко, автор великої кількості проєктів кораблів і катерів, які будуються в Україні й за кордоном. Найактивнішу участь в розробці й спостереженні за проєктом взяв провідний фахівець Департаменту закупівель МО України капітан 1 рангу запасу Червоний С. М.
В складі технічного проєкту, вперше в історії українського кораблебудування, під керівництвом КП «ДПЦК» була сформована спільна міжнародна кооперація співвиконавців проєкту — розробників нового й постачальників серійного озброєння й технічних засобів. До участі в проєкті було залучено 29 українських і більше 10 провідних європейських компаній. Корабель має бути оснащений на 60 % з обладнання, виготовленого в Україні, інше припадає на озброєння й технічні засоби, які закуповуються у європейських країн, де партнерами українських кораблебудівників виступили компанії з Італії, Швейцарії, Франції, Німеччини, США, Данії й Нідерландів. Також передбачено можливість виготовлення експортної версії корабля, при якій можлива як комплектна поставка на експорт готового корабля, так і у вигляді комплектів для збирання з наступним трансфером технології.
Спроєктований корабель виглядає більшим за корвети, але меншим за фрегати. Конструктори змогли «засунути» в нього зброю, яка дозволить повноцінно виконувати функції протиповітряної та протиракетної оборони, протикорабельної та протичовнової. Саме це наближає бойову цінність такого корвета до фрегата, водотоннажність яких починається з 3500 тонн. Зовнішній вигляд проєкту свідчить, що при його реалізації буде застосовано елементи стелс-технології — основна зброя буде захована всередині корабля.
26 листопада 2009 року комісія Міністерства оборони України підписала акт прийняття проєкту майбутнього українського багатоцільового корабля класу корвет.

### Будівництво
За результатами тендеру з вибору заводу-будівника, будівництво серії повинно було бути розгорнуте на «Чорноморському суднобудівному заводі», який належить групі компаній «Смарт». За часів СРСР на його верфях будували авіаносці. Але за часів Незалежності тут добудували лише один військовий корабель — корабель управління «Славутич» проєкту 1288-4. В 2006—2007 роках завод не побудував жодного судна. Втім, на той час технічні можливості заводу, за оцінками експертів, дозволяли виконати замовлення. В 2008—2009 роках були вкладені кошти в модернізацію виробництва, а інформація про будівництво військового корабля викликала неабияке піднесення серед працівників заводу.
Умовою перемоги в тендері була здатність вести будівельні роботи власними силами без фінансування з боку держави протягом півроку й наявність критого елінгу. На 2010 рік в проєкті бюджету на корвет передбачалося виділити ₴ 180 млн. За словами керівника департаменту розробки й закупівлі озброєння МО Володимира Грека, цього було цілком достатньо для початку будівництва.
Сильною стороною заводу була наявність проєктно-конструкторського центру, в якому працювало близько 100 спеціалістів. Всі ці роки вони були задіяні в сфері виконання замовлень військового кораблебудування. Щоправда не для України.
Інші, відсіяні, учасники тендеру — київська «Ленкузня», керченський «Залив» й миколаївський завод ім. 61 комунара. Перших двох учасників відкинули ще й з огляду на їх розташування. Адже саме в Миколаєві базується розробник проєкту. Не останню роль зіграло й геополітичне розташування Миколаєва в глибині території України по відношенню до Росії — держави, яку екс-міністр оборони Єхануров свого часу включив до переліку потенційних ворогів.
20 січня 2010 року командувач ВМС Ігор Тенюх озвучив плани закладки головного корабля вже в лютому, а також назвав його можливу назву «Львів», адже до втілення проєкту задіяно близько 250 підприємств України, серед яких є й підприємства Львівщини.
28 квітня 2010 року на Чорноморському суднобудівному заводі почалися роботи з підготовки до будівництва корвета.

Закладна табличка Володимира Великого

Фактично будівництво головного корабля розпочалося у травні 2010 року. Тоді на підприємстві було розрізано метал та зварено перші елементи секцій майбутнього корвета. Через брак фінансування роботи були заморожені протягом наступних півроку. 17 травня 2011 року на ЧСЗ Президент України взяв участь у церемонії закладки головного корабля серії «Володимир Великий» (заводський номер 01701).
Після зміни військово-політичного керівництва країни плани щодо будівництва зазнали певних змін. Мова йшла про зміну конфігурації озброєння проєкту 58250, відмову від західних на користь російських зразків. Однак після переговорів з російськими компаніями, українське Міністерство оборони дійшло висновків, що російська зброя та обладнання не зробить проєкт дешевшим, однак послабить можливості корабля. 9 березня 2011 року Кабінет міністрів України затвердив Концепцію Державної цільової оборонної програми будівництва кораблів класу «корвет» за проєктом 58250, яка передбачала будівництво чотирьох кораблів до 2021 року.
Всього було заплановано побудувати до 2026 року 10-12 кораблів проєкту 58250, в тому числі 4 повинні були увійти до складу українського флоту 2021 року. Раніше планувалося, що «головний» корабель серії вдасться здати в кінці 2012 року. Вартість «головного» корвета оцінювалася на рівні € 250 млн. Вартість серійних корветів очікувалася на рівні € 200—210 млн.
Згідно зазначеної програми, планувалося виділити ₴ 16.1 млрд на розробку робочої й експлуатаційної документації, створення головних зразків корабельної техніки, закупівлю серійної закордонної техніки, побудову серії з чотирьох кораблів, доопрацювання інфраструктури базування й закупівлю боєзапасу.
Програму передбачалося виконати протягом 2011—2021 років. Прогнозований обсяг фінансових ресурсів, згідно Програми, на момент її затвердження складав загалом 16209,61 млн грн. В тому числі: проєктування — 1465 млн грн., будівництво головного корабля — 2090,6 млн грн., серії з трьох наступник кораблів — 9603,52 млн грн., закупівля корабельного боєзапасу — 2898,15 млн грн., створення системи базування кораблів — 152,34 млн грн.

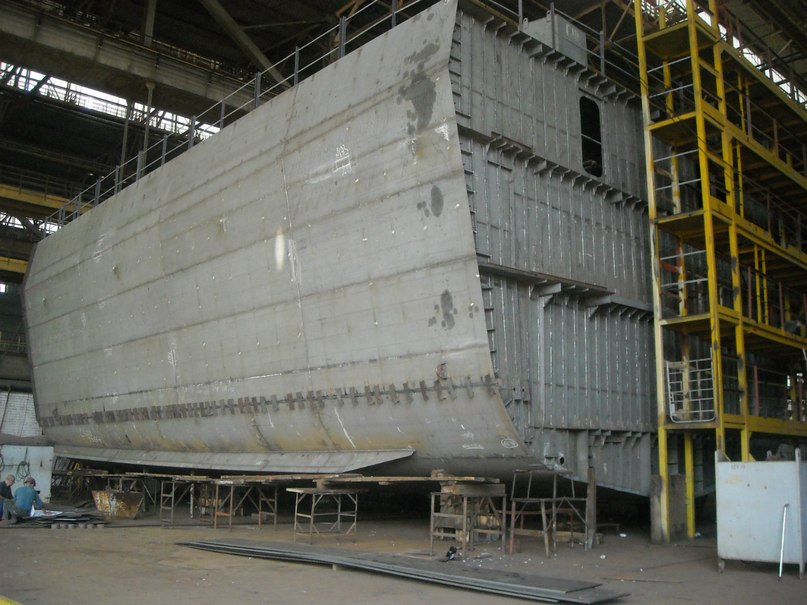
Секція корвета

У серпні 2012 року були оприлюднені фотографії двох секцій корвета, які свідчили про виконання робіт згідно з планом. Завершення будівництва планувалося на 2015 рік.
У вересні 2013 року в Україні розсекретили зовнішній вигляд корабля, було оприлюднено його макет.
В липні 2014 року фінансування програми було призупинене для економії бюджетних коштів, в зв'язку з російською збройною агресією, інтервенцією до Криму та початком Війни на сході України. Проте до кінця літа 2014 року з коштів, отриманих заводом ще в грудні 2013 р., вдалося практично завершити формування корпусу, корабель отримав частину обладнання.[яку?] В листопаді 2014 року командувач ВМС віце-адмірал Сергій Гайдук заявив, що відсоток готовності корабля складає 43 %.
В січні 2016 року Сергій Гайдук заявив, що подальше зволікання з реалізацією державної програми з будівництва корвета може призвести до низки негативних наслідків, починаючи від руйнації національної системи кораблебудування, дискредитації країни, як надійного партнера перед іноземними постачальниками унікального обладнання, аж до втрати бойового потенціалу ВМС, наслідком чого буде панування ворожого флоту біля наших берегів, видобуток вуглеводної сировини в нашій виключній економічній зоні та інші виклики національним інтересам України на морі, а активізація робіт з будівництва нового корвета у 2016 р. дозволить вже до кінця 2018 р. отримати готовий корабель та створити умови для швидкого та гарантованого відновлення боєздатності ВМС України. Лише наявність нових корветів дозволить ВМС виконувати завдання за межами територіальних вод. За його словами, на цей час загальна технічна готовність корвета «Володимир Великий» становила 32 %.
За оцінками виробника, на 2016 рік корпус був готовий на 80 %, а загальна технічна готовність корабля становила 17 %.
13 серпня 2016 року за словами командувача ВМС віце-адмірала Ігоря Воронченка були готові 7 секцій і надбудова головного корабля, готовність приблизно на 20%.

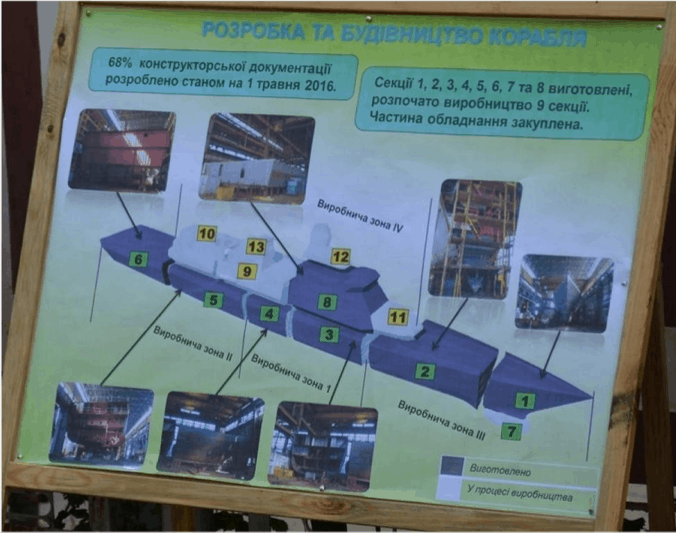
Стан будівництва корпусу корвета проєкту 58250 Володимир Великий станом на 2016 рік

В січні 2017 начальник Генерального штабу — головнокомандувач Збройних сил України генерал-армії Віктор Муженко заявив, що на той момент не було політичних рішень інших країн на продаж Україні летального озброєння для корвету включно з системами протиповітряної оборони, артилерійськими системами, та ракетними системами. Натомість, відбувається розробка комплексів озброєння на українських підприємствах. Таким чином, станом на початок 2017 року попередні домовленості щодо постачань протикорабельних ракет, артустановок, зенітно-ракетних комплексів та торпед Францією, Німеччиною та Італією були порушені та вже не діяли.
Станом на початок 2017 року Україна витратила: на закупівлю гармати ОТО Melara 76/62 Super Rapid 11 723 549 грн., а на артилерійський комплекс малого калібру 35-мм GDM-008 «Millenium» — 27 049 399 грн. Інформація про поставки озброєнь за контрактами відсутні.
У січні 2017 року, командувач ВМС Ігор Воронченко, в інтерв'ю ТРК «Бриз», повідомив про продовження фінансування будівництва корвету та висловив сподівання, що до 2020 року він буде спущений на воду.
2 лютого 2017 року, в ході 6-ї міжнародної конференції «Управління в секторі безпеки: виробництво, продаж і закупівля озброєнь», заступник міністра оборони України Ігор Павловський заявив, що Україна відновлює державну цільову оборонну програму зі створення нового українського корвета для Військово-морських сил. За даними заступника міністра оборони, в 2017 році фінансування програми «корвет» має скласти понад 1 млрд грн. На той момент військове відомство вело переговори з суднопромом з перевідступлення укладеного в 2009 році з Чорноморським суднобудівним заводом (ЧСЗ, Миколаїв) контракту на будівництво корвета. Було зазначено, що є чотири компанії, які хочуть будувати корвет, зокрема серед них і КП «Дослідно-проєктний центр кораблебудування» (Миколаїв).
Станом на квітень 2017 року 11 секцій корпусу були готові до з'єднання. Проте у загальному відсотку це близько 17 % всього об'єму робіт з будівництва корабля, хоча корпус готовий на 80 %.
В липні 2017 суднобудівний субхолдинг компанії «Смарт-холдинг» об'єднання Smart Maritime Group заявив про неможливість добудови корвета «Володимир Великий» через припинення державного фінансування проєкту. У повідомленні сказано, що за оцінками компанії, добудова першого корвета потребуватиме близько чотирьох років, однак формування уточненого графіка робіт можливе тільки за умови переоцінки обсягів і термінів відновлення фінансування. Таким чином, можливий оптимістичний строк здачі корабля переноситься на 2021 рік.
22 листопада 2017 року Кабінет Міністрів України затвердив своєю постановою № 879 нову редакцію Державної цільової оборонної програми «Корвет». Її реалізацію перенесено з 2021-го на 2028 рік. Загальний кошторис збільшено майже вдвічі, що становить 31 млрд. 930 млн гривень. На ці кошти програмою передбачено фінансування будівництва 4-х кораблів класу «корвет» проєкту 58250. Згідно якої, перший корабель планують передати Військово-морським Силам України вже у 2022 році. На нього виділять 857,65 млн гривень вже у 2018 році. Другий корвет проєкту 58250 українські ВМС отримають у 2024 році, третій та четвертий — у 2026 та 2028 роках відповідно. Загальна вартість головного корабля оцінюється у 3618,62 млн гривень, що в перерахунку на курс 2017 року складало 134,71 млн доларів США. Також програмою передбачено закупівлю корабельного боєзапасу, на що буде витрачено 3578,79 млн гривень. Скоріше за все, до нього ввійдуть протикорабельні ракети «Нептун» та можливі зразки артилерійського озброєння, що може бути виготовлене на вітчизняних заводах.
Станом на 25 травня 2018 року коштів на відновлення будівництва корвету «Володимир Великий» з держбюджету не виділено, будівництво корабля попри всі обіцянки держслужбовців різного рівня не відновлено.
Станом на 30 липня 2019 року готовність корпусу — 80 %, а корабля в цілому — 32 %.

### Банкрутство заводу
3 липня 2018 року Господарський суд Миколаївської області визнав банкрутом Публічне акціонерне товариство «Чорноморський суднобудівний завод». Впродовж 2017 року керівництво ЧСЗ неодноразово виступало проти проведення аудиту бюджетного фінансування «Корвету», в тому числі відмовилось допускати на підприємство державних аудиторів Держаудитслужби, мотивуючи відсутністю підстав для перевірки. Прес-служба Smart Maritime Group, до складу якої входить ЧСЗ, поширила заяву, що дане рішення суду є прямим наслідком деструктивної позиції прокуратури, яка привела до ліквідації головного підприємства військового кораблебудування України та збитків для державного бюджету. Також стверджувалося, що згідно процедури банкрутства побудований корпус корвету буде включений в ліквідаційну масу для подальшої реалізації.

### Відновлення будівництва
Міністерства оборони України під час проведення виставки «Зброя та безпека – 2019» обговорили з турецькою стороною питання їх участі в програмі будівництва корвету. Окрім Туреччини в проєкті зацікавлені США, які зі свого боку готові надати пропозиції щодо комплектування корабля відповідними системами озброєння, живучості, двигунами тощо. Турецька сторона також висловила готовність побудувати головний корабель для України, а в перспективі – і корвети для власних збройних сил за цим проєктом.
23 червня 2020 року на презентації штабу "Слуги Народу" в Миколаєві, глава парламентської фракції «Слуга народу» Давид Арахамія заявив, що вважає, що відновлення будівництва корветів проєкту 58250 в Україні почнеться не раніше 2022 року.
«У державному оборонному замовленні вже досить багато грошей виділено на ремонт кораблів. У нашої країни в системі ризиків загроза з моря є основною. Цикл будівництва корвета досить довгий. Потрібно 3-4 роки, і це тільки перший корвет зійде зі стапелів. Зараз прийнято рішення всі гроші і ресурси спрямувати на закупівлю готових кораблів і ремонт того флоту, який є. Я вважаю, що це найправильніший варіант, так як за найближчі два роки потрібно максимально наростити флот. За долю корвета можу сказати, що найближчі два роки, я думаю, що крім проєктних речей великого будівництва не буде
У стратегії національної безпеки є морська компонента. У ній зазначено, що в Україні є стратегія по створенню так званого москітного флоту, тобто, малі патрульні катери, які патрулюють прибережну зону, а вже потім маємо перейти до будівництва кількох корветів. Будівництво корветів планувалося з 2030 року. Коли в Миколаїв приїжджав президент, то була домовленість наблизити цей процес, але точно не з 2020 року, зараз немає таких ресурсів. Уже готовий корпус корвета можна добудувати на потужностях заводу „Океан“» – сказав він
17 лютого 2021 року заступник міністра оборони України Олександр Миронюк заявив про намір добудувати корвет за доопрацьованим та оновленим проєктом і ввести його до складу ВМСУ замість флагмана - фрегату "Гетьман Сагайдачний". Намір про відновлення фінансування і добудови корвета "Володимир Великий" озвучили на фоні початку співпраці з Туреччиною по будівництву для ВМС України корветів проєкту ADA. Добудова корабля запланована у співпраці з Великою Британією.

## Технічні характеристики

### Основні параметри
Попри те, що корабель проєкту 58250 належить до класу «корвет», його параметри та можливості дещо переважають загальноприйняті для класу стандарти. 58250 має водотоннажність 2650 тонн (корвет — 500—2000 т) і може виконувати не дві, а одразу три бойові задачі (боротьба з надводними, підводними та повітряними цілями). Корабель має довжину 112 метрів і ширину 13,5 метрів. Осадка — 5,6 метрів. Екіпаж корвета становить 110 осіб. Автономність плавання — 30 діб.

### Озброєння
Ударне. Уряд України вів переговори одразу з кількома західними виробниками протикорабельних ракет (ПКР). Швеція відмовилася від співпраці з Україною і дала негативну відповідь на прохання поставки ПКР RBS-15. Натомість французький уряд погодив поставки в Україну протикорабельних ракет Exocet MM40 Block3 (дальність ураження до 200 км). На корветі пр.58250 планується розміщення двох пускових установок із загальним боєзарядом у 8 ракет.
Артилерійське На кораблі планується розміщення двох артустановок малого калібру виробництва Німеччини Millennium, 35 mm Naval Gun System (GDM-008)(дальність ураження 5 км) та італійської гармати середнього калібру 76/62 Super Rapid (дальність ураження 16 км). Також йде розробка бойового модуля українського виробництва для боротьби з асиметричними загрозами.
Зенітне Зенітно-ракетний комплекс ASTER 15 французького виробництва (дальність ефективного враження — 30 км).
Торпедне Два тритрубні торпедні апарати В515 виробництва концерну Eurotorp (дальність дії залежно від типу використаної торпеди 5-25 км)
Ще у 2018 році почала з'являтися інформація щодо зміни комплектності озброєння корабля через відмову деяких компаній здійснити поставку. Згодом вирішено добудовувати корабель в якості фрегату, що вимагатиме відповідних правок та змін у всьому проєкті.

## Перелік кораблів проєкту
| Назва               | Бортовий № | Виробник                                | Заводський № | Дата закладки | Спуск на воду | Введення до складу | Флот        | Стан |
| ------------------- | ---------- | --------------------------------------- | ------------ | ------------- | ------------- | ------------------ | ----------- | --- |
| «Володимир Великий» |            | ПАТ «Чорноморський суднобудівний завод» | 01701        | 17.05.2011    |               |                    | ВМС України | На 2014 рік були готові окремі секції. Будівництво зупинене. Станом на 2021 рік окремі секції в занедбаному стані буквально валяються на території колишнього ЧСЗ. Планується відновити будівництво, перенести на інший завод та добудувати корабель в якості фрегату |

## Виноски
1. ↑  Базова платформа передбачає варіант звичайного корвета і «кишенькового фрегата». Для українського флоту було обрано другий варіант.
2. ↑  російський капітал, Вадим Новинський
3. ↑  відповідно до «Державної цільової оборонної програми будівництва кораблів класу «корвет» за проєктом 58250»
4. ↑  тоді планувалося що закладка відбудеться восени 2009 року